# Neuvy-Deux-Clochers
Neuvy-Deux-Clochers és un municipi francès, situat al departament de Cher i a la regió de Centre – Vall del Loira. L'any 2007 tenia 304 habitants.

## Demografia

### Població
El 2007 la població de fet de Neuvy-Deux-Clochers era de 304 persones. Hi havia 148 famílies, de les quals 52 eren unipersonals (36 homes vivint sols i 16 dones vivint soles), 40 parelles sense fills, 36 parelles amb fills i 20 famílies monoparentals amb fills.
La població ha evolucionat segons el següent gràfic:
Habitants censats

### Habitatges
El 2007 hi havia 225 habitatges, 143 eren l'habitatge principal de la família, 62 eren segones residències i 20 estaven desocupats. 223 eren cases i 2 eren apartaments. Dels 143 habitatges principals, 105 estaven ocupats pels seus propietaris, 32 estaven llogats i ocupats pels llogaters i 6 estaven cedits a títol gratuït; 1 tenia una cambra, 14 en tenien dues, 31 en tenien tres, 31 en tenien quatre i 66 en tenien cinc o més. 119 habitatges disposaven pel capbaix d'una plaça de pàrquing. A 85 habitatges hi havia un automòbil i a 48 n'hi havia dos o més.

### Piràmide de població
La piràmide de població per edats i sexe el 2009 era:
| Homes | Edats   | Dones |
| ----- | ------- | ----- |
| 0     | 95 o +  | 0     |
| 0     | 90 a 94 | 0     |
| 0     | 85 a 89 | 4     |
| 4     | 80 a 84 | 0     |
| 4     | 75 a 79 | 32    |
| 20    | 70 a 74 | 12    |
| 4     | 65 a 69 | 12    |
| 8     | 60 a 64 | 8     |
| 4     | 55 a 59 | 12    |
| 12    | 50 a 54 | 8     |
| 20    | 45 a 49 | 20    |
| 8     | 40 a 44 | 4     |
| 20    | 35 a 39 | 0     |
| 4     | 30 a 34 | 12    |
| 4     | 25 a 29 | 4     |
| 12    | 20 a 24 | 4     |
| 8     | 15 a 19 | 4     |
| 12    | 10 a 14 | 4     |
| 8     | 5 a 9   | 8     |
| 8     | 0 a 4   | 8     |

## Economia
El 2007 la població en edat de treballar era de 180 persones, 128 eren actives i 52 eren inactives. De les 128 persones actives 116 estaven ocupades (62 homes i 54 dones) i 12 estaven aturades (9 homes i 3 dones). De les 52 persones inactives 21 estaven jubilades, 14 estaven estudiant i 17 estaven classificades com a «altres inactius».

### Ingressos
El 2009 a Neuvy-Deux-Clochers hi havia 140 unitats fiscals que integraven 294,5 persones, la mediana anual d'ingressos fiscals per persona era de 13.334 €.

### Activitats econòmiques
Dels 10  establiments que hi havia el 2007, 2 eren d'empreses de fabricació d'altres productes industrials, 1 d'una empresa d'hostatgeria i restauració, 1 d'una empresa d'informació i comunicació, 1 d'una empresa immobiliària, 2 d'empreses de serveis, 1 d'una entitat de l'administració pública i 2 d'empreses classificades com a «altres activitats de serveis».
L'únic servei als particulars que hi havia el 2009 era un restaurant.
L'any 2000 a Neuvy-Deux-Clochers hi havia 26 explotacions agrícoles que ocupaven un total de 2.466 hectàrees.

## Equipaments sanitaris i escolars
El 2009 hi havia una escola elemental integrada dins d'un grup escolar amb les comunes properes formant una escola dispersa.

## Poblacions més properes
El següent diagrama mostra les poblacions més properes.